# Курбювайт, Лотар
Ло́тар Ку́рбювайт (нем. Lothar Kurbjuweit; 6 ноября 1950, Зеехаузен, ГДР) — немецкий футболист и футбольный тренер. Выступал на позиции защитника. Известен как игрок клуба «Карл Цейсс Йена» и сборной ГДР. Участник чемпионата мира 1974 года, Олимпийский чемпион 1976 года и бронзовый призёр Олимпийских игр 1972 года.

## Карьера

### Клубная
В конце сезона 1983 Курбювайт в возрасте 32 лет закончил свою карьеру как игрок в Йене. Всего за эту команду он играл 408 раз (Оберлига 299, Кубок ОСНП: 54, Кубок Европы: 55, всего 39 голов). Один год он играл за ФК Хеми Халле (23 матча). Всего он играл 357 матчей в первой лиге и находится на 11 месте рейтинга Оберлиги.
Летом 1984 года Курбювайт, у которого есть диплом учителя спорта, начал свою тренерскую. Сначала он был помощником тренера второй команды ФК «Карл Цейсс». 4 октября 1984 года стал главным тренером первой команды. Команда улучшила свою позицию в Оберлиге с 11-го на 7-е место. Крупных спортивных успехов в последующие годы не было и он был уволен в сезоне 1989/90. Полтора года он был тренером клуба ФК Рот-Вайсс Эрфурт, потом вернулся в Йену. В 1996 году стал президентом клуба. В 2005 году заключил договор с клубом «Нюрнберг».

### В сборной
В сборной ГДР Лотар Курбювайт дебютировал 16 мая 1970 года в товарищеском матче со сборной Польши, завершившимся ничьей со счётом 1:1. В 1972 году Курбювайт в составе сборной поехал в Мюнхен на XX летние Олимпийские игры, он сыграл в четырёх матчах своей команды которая стала бронзовым призёром. В 1974 году Курбювайт принял участие в единственном для своей страны чемпионате мира 1974 года, он сыграл в четырёх матчах, включая знаменитый матч со сборной ФРГ. В 1976 году Курбювайт вновь отправился на Олимпийские игры, на этот раз более удачно, так как сборная ГДР благодаря победе в финале над сборной Польши со счётом 3:1, завоевала первые и единственные в своей истории золотые олимпийские медали. Своё последнее выступление за сборную Курбювайт провёл в отборочном матче чемпионата мира 1982 года со сборной Польши 10 октября 1981 года, тот матч завершился поражением восточных немцев со счётом 2:3. Всего же за сборную Лотар Курбювайт сыграл 61 официальный матч в которых забил 3 гола. Так же Курбювайт сыграл 9 матчей за олимпийскую сборную ГДР, в которых забил 1 гол.
| Матчи и голы Лотара Курбювайта за сборную | Матчи и голы Лотара Курбювайта за сборную | Матчи и голы Лотара Курбювайта за сборную | Матчи и голы Лотара Курбювайта за сборную | Матчи и голы Лотара Курбювайта за сборную | Матчи и голы Лотара Курбювайта за сборную | Матчи и голы Лотара Курбювайта за сборную |
| ----------------------------------------- | ----------------------------------------- | ----------------------------------------- | ----------------------------------------- | ----------------------------------------- | ----------------------------------------- | ----------------------------------------- |
| №                                         | Дата                                      | Соперник                                  | Счёт                                      | Голы                                      | Турнир                                    |                                           |
| 1                                         | 16 мая 1970                               | Польша                                    | 1:1                                       | -                                         | Товарищеский матч                         |                                           |
| 2                                         | 27 июля 1970                              | Ирак                                      | 5:0                                       | -                                         | Товарищеский матч                         |                                           |
| 3                                         | 6 сентября 1970                           | Польша                                    | 5:0                                       | -                                         | Товарищеский матч                         |                                           |
| 4                                         | 11 ноября 1970                            | Нидерланды                                | 1:0                                       | -                                         | Отборочный матч к ЧЕ 1972                 |                                           |
| 5                                         | 15 ноября 1970                            | Люксембург                                | 5:0                                       | -                                         | Отборочный матч к ЧЕ 1972                 |                                           |
| 6                                         | 25 ноября 1970                            | Англия                                    | 1:3                                       | -                                         | Товарищеский матч                         |                                           |
| 7                                         | 2 февраля 1971                            | Чили                                      | 1:0                                       | -                                         | Товарищеский матч                         |                                           |
| 8                                         | 10 февраля 1971                           | Уругвай                                   | 3:0                                       | -                                         | Товарищеский матч                         |                                           |
| 9                                         | 15 февраля 1971                           | Уругвай                                   | 1:1                                       | -                                         | Товарищеский матч                         |                                           |
| 10                                        | 16 августа 1971                           | Мексика                                   | 1:0                                       | -                                         | Товарищеский матч                         |                                           |
| 11                                        | 18 сентября 1971                          | Мексика                                   | 1:1                                       | -                                         | Товарищеский матч                         |                                           |
| 12                                        | 25 сентября 1971                          | Чехословакия                              | 1:1                                       | -                                         | Товарищеский матч                         |                                           |
| 13                                        | 15 февраля 1973                           | Колумбия                                  | 2:0                                       | 1                                         | Товарищеский матч                         |                                           |
| 14                                        | 18 февраля 1973                           | Эквадор                                   | 1:1                                       | -                                         | Товарищеский матч                         |                                           |
| 15                                        | 8 апреля 1973                             | Албания                                   | 2:0                                       | -                                         | Отборочный матч к ЧМ 1974                 |                                           |
| 16                                        | 18 апреля 1973                            | Бельгия                                   | 0:3                                       | -                                         | Товарищеский матч                         |                                           |
| 17                                        | 16 мая 1973                               | Венгрия                                   | 2:1                                       | -                                         | Товарищеский матч                         |                                           |
| 18                                        | 27 мая 1973                               | Румыния                                   | 0:1                                       | -                                         | Отборочный матч к ЧМ 1974                 |                                           |
| 19                                        | 6 июня 1973                               | Финляндия                                 | 5:1                                       | -                                         | Отборочный матч к ЧМ 1974                 |                                           |
| 20                                        | 17 июня 1973                              | Исландия                                  | 2:1                                       | -                                         | Товарищеский матч                         |                                           |
| 21                                        | 19 июня 1973                              | Исландия                                  | 2:0                                       | -                                         | Товарищеский матч                         |                                           |
| 22                                        | 26 сентября 1973                          | Румыния                                   | 2:0                                       | -                                         | Отборочный матч к ЧМ 1974                 |                                           |
| 23                                        | 17 октября 1973                           | СССР                                      | 1:0                                       | -                                         | Товарищеский матч                         |                                           |
| 24                                        | 3 ноября 1973                             | Албания                                   | 4:1                                       | -                                         | Отборочный матч к ЧМ 1974                 |                                           |
| 25                                        | 21 ноября 1973                            | Венгрия                                   | 1:0                                       | -                                         | Товарищеский матч                         |                                           |
| 26                                        | 26 февраля 1974                           | Тунис                                     | 4:0                                       | -                                         | Товарищеский матч                         |                                           |
| 27                                        | 28 февраля 1974                           | Алжир                                     | 3:1                                       | -                                         | Товарищеский матч                         |                                           |
| 28                                        | 13 марта 1974                             | Бельгия                                   | 1:0                                       | -                                         | Товарищеский матч                         |                                           |
| 29                                        | 27 марта 1974                             | Чехословакия                              | 1:0                                       | -                                         | Товарищеский матч                         |                                           |
| 30                                        | 23 мая 1974                               | Норвегия                                  | 1:0                                       | -                                         | Товарищеский матч                         |                                           |
| 31                                        | 22 июня 1974                              | ФРГ                                       | 1:0                                       | -                                         | Чемпионат мира 1974                       |                                           |
| 32                                        | 26 июня 1974                              | Бразилия                                  | 0:1                                       | -                                         | Чемпионат мира 1974                       |                                           |
| 33                                        | 30 июня 1974                              | Нидерланды                                | 0:2                                       | -                                         | Чемпионат мира 1974                       |                                           |
| 34                                        | 3 июля 1974                               | Аргентина                                 | 1:1                                       | -                                         | Чемпионат мира 1974                       |                                           |
| 35                                        | 4 сентября 1974                           | Польша                                    | 3:1                                       | 1                                         | Товарищеский матч                         |                                           |
| 36                                        | 25 сентября 1974                          | Чехословакия                              | 1:3                                       | -                                         | Товарищеский матч                         |                                           |
| 37                                        | 9 октября 1974                            | Канада                                    | 2:0                                       | -                                         | Товарищеский матч                         |                                           |
| 38                                        | 12 октября 1974                           | Исландия                                  | 1:1                                       | -                                         | Отборочный матч к ЧЕ 1976                 |                                           |
| 39                                        | 30 октября 1974                           | Шотландия                                 | 0:3                                       | -                                         | Товарищеский матч                         |                                           |
| 40                                        | 16 ноября 1974                            | Франция                                   | 2:2                                       | -                                         | Отборочный матч к ЧЕ 1976                 |                                           |
| 41                                        | 7 декабря 1974                            | Бельгия                                   | 0:0                                       | -                                         | Отборочный матч к ЧЕ 1976                 |                                           |
| 42                                        | 26 марта 1975                             | Болгария                                  | 0:0                                       | -                                         | Товарищеский матч                         |                                           |
| 43                                        | 5 июня 1975                               | Исландия                                  | 1:2                                       | -                                         | Отборочный матч к ЧЕ 1976                 |                                           |
| 44                                        | 29 июля 1975                              | Канада                                    | 3:0                                       | -                                         | Товарищеский матч                         |                                           |
| 45                                        | 31 июля 1975                              | Канада                                    | 7:1                                       | -                                         | Товарищеский матч                         |                                           |
| 46                                        | 3 сентября 1975                           | СССР                                      | 0:0                                       | -                                         | Товарищеский матч                         |                                           |
| 47                                        | 27 сентября 1975                          | Бельгия                                   | 2:1                                       | -                                         | Отборочный матч к ЧЕ 1976                 |                                           |
| 48                                        | 19 ноября 1975                            | Чехословакия                              | 1:1                                       | -                                         | Товарищеский матч                         |                                           |
| 49                                        | 7 апреля 1976                             | Чехословакия                              | 0:0                                       | -                                         | Товарищеский матч                         |                                           |
| 50                                        | 21 апреля 1976                            | Алжир                                     | 5:0                                       | -                                         | Товарищеский матч                         |                                           |
| 51                                        | 22 сентября 1976                          | Венгрия                                   | 1:1                                       | -                                         | Товарищеский матч                         |                                           |
| 52                                        | 2 апреля 1977                             | Мальта                                    | 1:0                                       | -                                         | Отборочный матч к ЧМ 1978                 |                                           |
| 53                                        | 27 апреля 1977                            | Румыния                                   | 1:1                                       | 1                                         | Товарищеский матч                         |                                           |
| 54                                        | 12 июля 1977                              | Аргентина                                 | 0:2                                       | -                                         | Товарищеский матч                         |                                           |
| 55                                        | 28 июля 1977                              | СССР                                      | 2:1                                       | -                                         | Товарищеский матч                         |                                           |
| 56                                        | 19 апреля 1978                            | Бельгия                                   | 0:0                                       | -                                         | Товарищеский матч                         |                                           |
| 57                                        | 2 апреля 1980                             | Румыния                                   | 2:2                                       | -                                         | Товарищеский матч                         |                                           |
| 58                                        | 19 апреля 1981                            | Италия                                    | 0:0                                       | -                                         | Товарищеский матч                         |                                           |
| 59                                        | 2 мая 1981                                | Польша                                    | 0:1                                       | -                                         | Отборочный матч к ЧМ 1982                 |                                           |
| 60                                        | 19 мая 1981                               | Куба                                      | 5:0                                       | -                                         | Товарищеский матч                         |                                           |
| 61                                        | 10 октября 1981                           | Польша                                    | 2:3                                       | -                                         | Отборочный матч к ЧМ 1982                 |                                           |

Итого: 61 матч / 3 гола; 32 победы, 18 ничьих, 11 поражений.
| Матчи и голы Лотара Курбювайта за олимпийскую сборную | Матчи и голы Лотара Курбювайта за олимпийскую сборную | Матчи и голы Лотара Курбювайта за олимпийскую сборную | Матчи и голы Лотара Курбювайта за олимпийскую сборную | Матчи и голы Лотара Курбювайта за олимпийскую сборную | Матчи и голы Лотара Курбювайта за олимпийскую сборную | Матчи и голы Лотара Курбювайта за олимпийскую сборную |
| ----------------------------------------------------- | ----------------------------------------------------- | ----------------------------------------------------- | ----------------------------------------------------- | ----------------------------------------------------- | ----------------------------------------------------- | ----------------------------------------------------- |
| №                                                     | Дата                                                  | Соперник                                              | Счёт                                                  | Голы                                                  | Турнир                                                |                                                       |
| 1                                                     | 28 августа 1972                                       | Гана                                                  | 4:0                                                   | -                                                     | Олимпийские игры 1972                                 |                                                       |
| 2                                                     | 30 августа 1972                                       | Колумбия                                              | 6:1                                                   | -                                                     | Олимпийские игры 1972                                 |                                                       |
| 3                                                     | 1 сентября 1972                                       | Польша                                                | 1:2                                                   | -                                                     | Олимпийские игры 1972                                 |                                                       |
| 4                                                     | 10 сентября 1972                                      | СССР                                                  | 2:2                                                   | -                                                     | Олимпийские игры 1972                                 |                                                       |
| 5                                                     | 18 июля 1976                                          | Бразилия                                              | 0:0                                                   | -                                                     | Олимпийские игры 1976                                 |                                                       |
| 6                                                     | 22 июля 1976                                          | Испания                                               | 1:0                                                   | -                                                     | Олимпийские игры 1976                                 |                                                       |
| 7                                                     | 25 июля 1976                                          | Франция                                               | 4:0                                                   | -                                                     | Олимпийские игры 1976                                 |                                                       |
| 8                                                     | 27 июля 1976                                          | СССР                                                  | 2:1                                                   | 1                                                     | Олимпийские игры 1976                                 |                                                       |
| 9                                                     | 31 июля 1976                                          | Польша                                                | 3:1                                                   | -                                                     | Олимпийские игры 1976                                 |                                                       |

Итого: 9 матчей / 1 гол; 6 побед, 2 ничьих, 1 поражение.

## Достижения

### Командные
Сборная ГДР
- Победитель Олимпийских игр: 1976
- Бронзовый призёр Олимпийских игр: 1972

 «Карл Цейсс»
- Серебряный призёр чемпионата ГДР (5): 1971, 1973, 1974, 1975, 1981
- Бронзовый призёр чемпионата ГДР (4): 1977, 1979, 1980, 1983
- Обладатель Кубка ГДР (3): 1972, 1974, 1980
- Финалист Кубка обладателей кубков УЕФА: 1980/81

### Личные
- 11-е место в списке игроков с наибольшим количеством матчей, сыгранных в чемпионате ГДР: 357 матчей[5]